# Load Haul Dump

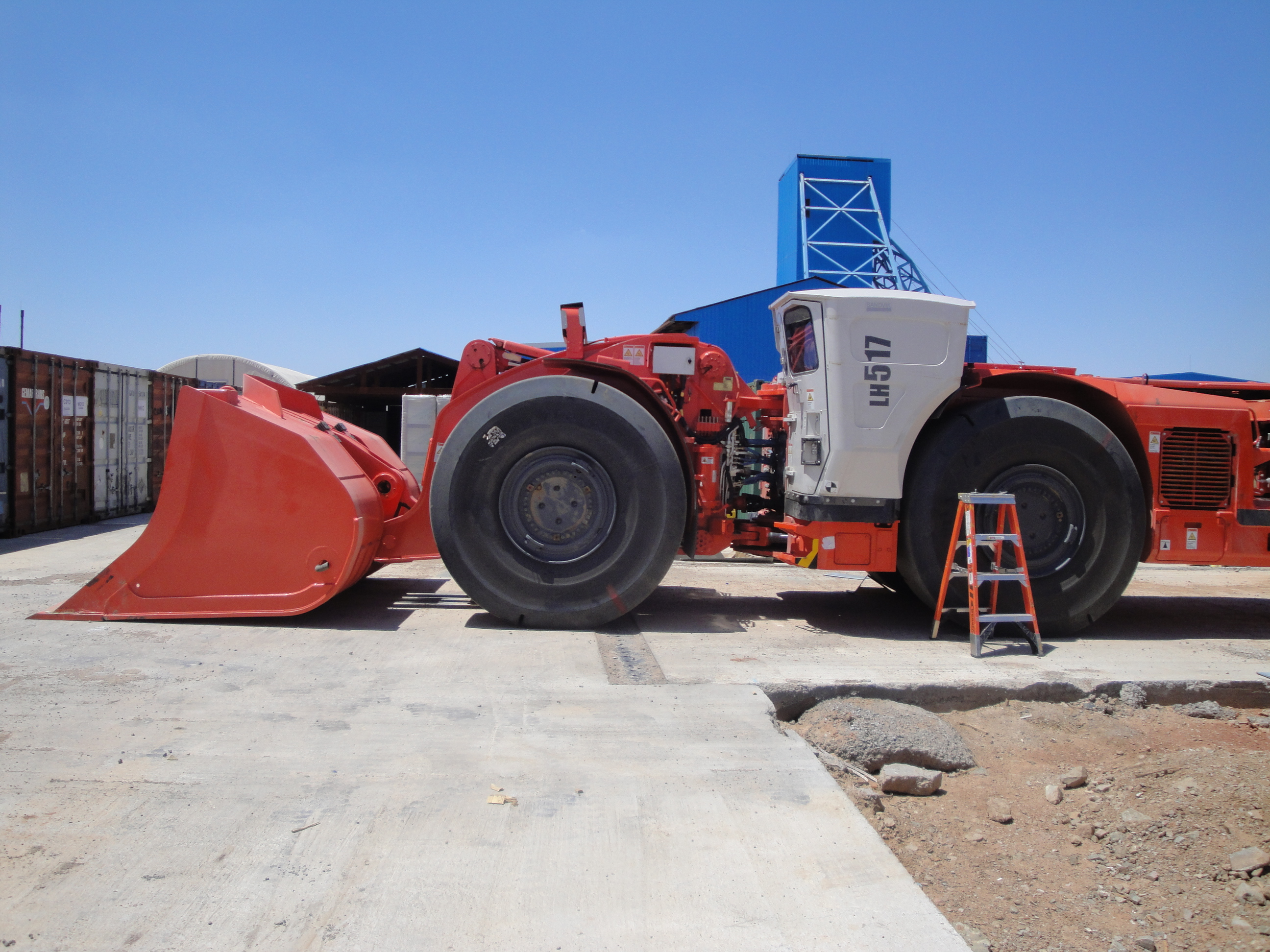
Una Carregadora SANDVIK LH517.

Un LHD (de l'anglès Load Haul Dump) és una de les màquinaries de construcció amb més ús a la mineria subterrància, a causa que es considera una part integral del procés productiu d'una mina, ja que s'encarrega de transportar els materials que han sigut recentment dinamitats a les busties de buidatge.
Els principals fabricants d'aquesta mena de màquines són CAT, Sandvik i Atlas Copco.